# 梅德菲爾德 (麻薩諸塞州普查規定居民點)
梅德菲爾德（英語：Medfield）是位於美國麻薩諸塞州諾福克縣的一個普查規定居民點。

## 人口
根據2020年美國人口普查的數據，梅德菲爾德的面積為13.05平方千米，當中陸地面積為12.81平方千米，而水域面積為0.23平方千米。當地共有人口6939人，而人口密度為每平方千米531.72人。